# جون إدوين بريتون
جون إدوين بريتون هو سياسي كندي، ولد في 6 أغسطس 1924 في كندا. حزبياً، نشط في حزب ساسكاتشوان المحافظ التقدمي. وقد انتخب عضو المجلس التشريعي من ساسكاتشوان.